# Campionati oceaniani di badminton 2024
I Campionati oceaniani di badminton 2024 si sono svolti a Geelong, in Australia, dal 12 al 15 febbraio 2023. È stata la 18ª edizione del torneo, organizzato dalla Badminton Oceania.

## Podi
| Evento              | Oro                                     | Argento                      | Bronzo                             |
| Singolare maschile  | Edward Lau                              | Shrey Dhand                  | Jacob Schueler                     |
| Singolare maschile  | Edward Lau                              | Shrey Dhand                  | Ricky Tang                         |
| Singolare femminile | Tiffany Ho                              | Yuelin Zhang                 | Sydney Go                          |
| Singolare femminile | Tiffany Ho                              | Yuelin Zhang                 | Shaunna Li                         |
| Doppio maschile     | Lukas Defolky Huaidong Tang             | Adam Jeffrey Dylan Soedjasa  | Ken Richardson Ephraim Stephen Sam |
| Doppio maschile     | Lukas Defolky Huaidong Tang             | Adam Jeffrey Dylan Soedjasa  | Chris Benzie Daniel Hu             |
| Doppio femminile    | Setyana Mapasa Angela Yu                | Kaitlyn Ea Gronya Somerville | Dania Nugroho Catrina Chia-Yu Tan  |
| Doppio femminile    | Setyana Mapasa Angela Yu                | Kaitlyn Ea Gronya Somerville | Erena Calder-Hawkins Anona Pak     |
| Doppio misto        | Kenneth Zhe Hooi Choo Gronya Somerville | Edward Lau Shaunna Li        | Vincent Tao Alyssa Tagle           |
| Doppio misto        | Kenneth Zhe Hooi Choo Gronya Somerville | Edward Lau Shaunna Li        | Rayne Wang Kaitlyn Ea              |

## Medagliere
| Posiz. | Nazione       | Oro | Argento | Bronzo | Totale |
| ------ | ------------- | --- | ------- | ------ | ------ |
| 1      | Australia     | 4   | 3       | 6      | 13     |
| 2      | Nuova Zelanda | 1   | 2       | 4      | 7      |
| Totale | Totale        | 5   | 5       | 10     | 20     |